# Plumieux
Plumieux är en kommun i departementet Côtes-d'Armor i regionen Bretagne i nordvästra Frankrike. Kommunen ligger i kantonen La Chèze som tillhör arrondissementet Saint-Brieuc. År 2022 hade Plumieux 1 654 invånare.

## Befolkningsutveckling
Antalet invånare i kommunen Plumieux
Referens:INSEE